# Liste des cavités naturelles les plus profondes des Alpes-Maritimes
La liste des cavités naturelles les plus profondes des Alpes-Maritimes recense, sous forme de tableau(x), les cavités souterraines naturelles connues dans ce département français, dont le dénivelé est supérieur ou égal à cent mètres.
La communauté spéléologique considère qu'une cavité souterraine naturelle n'existe vraiment qu'à partir du moment où elle est « inventée » c'est-à-dire découverte (ou redécouverte), inventoriée, topographiée et publiée. Bien sûr, la réalité physique d'une cavité naturelle est la plupart du temps bien antérieure à sa découverte par l'homme ; cependant tant qu'elle n'est pas explorée, mesurée et révélée, la cavité naturelle n'appartient pas au domaine de la connaissance partagée.
La liste spéléométrique des 67 plus profondes cavités naturelles des Alpes-Maritimes (≥ cent mètres) est actualisée à fin décembre 2019.
La plus profonde cavité souterraine naturelle répertoriée dans le département des Alpes-Maritimes est « l'aven de l'Ail », sur la commune de La Brigue (cf. ligne 1 du tableau ci-dessous).
| \| Histogramme de la répartition des plus profondes cavités naturelles de l'Alpes-Maritines par classe de dénivelé -- Les 67 cavités citées début 2020 sont réparties en 4 classes de dénivelé -- \| \| \| \| \| \| \| \| \| \| \| \| \| \| \| classe I >= 500 m 3 cavité[s] \| classe II >= 200 m et < 500 m 29 cavités \| classe III >= 150 m et < 200 m 9 cavités \| classe IV >= 100 m et < 150 m 26 cavités \| \| |                               |                                          |                                          |                                          |  |
| Le graphique qui aurait dû être présenté ici ne peut pas être affiché car il utilise l'ancienne extension Graph, désactivée pour des questions de sécurité. Des indications pour créer un nouveau graphique avec la nouvelle extension Chart sont disponibles ici . |                               |                                          |                                          |                                          |  |
| Histogramme de la répartition des plus profondes cavités naturelles de l'Alpes-Maritines par classe de dénivelé -- Les 67 cavités citées début 2020 sont réparties en 4 classes de dénivelé -- |                               |                                          |                                          |                                          |  |
| |                               |                                          |                                          |                                          |  |
| | classe I >= 500 m 3 cavité[s] | classe II >= 200 m et < 500 m 29 cavités | classe III >= 150 m et < 200 m 9 cavités | classe IV >= 100 m et < 150 m 26 cavités |  |

## Cavités des Alpes-Maritimes (France) dont la dénivellation est supérieure ou égale à500 mètres
3 cavités sont recensées dans cette « classe I » au 31-12-2019.
| Réf. | Cavité (autres noms) | Commune   | Massif ou zone | Coordonnées (WGS 84)        | Dénivelée (mètres) | Développe. (mètres) | Sources ou références     | Mise à jour |
| ---- | -------------------- | --------- | -------------- | --------------------------- | ------------------ | ------------------- | ------------------------- | ----------- |
| 1    | Aven de l'Ail        | La Brigue | Marguareis     | 44° 10′ 22″ N, 7° 40′ 40″ E | +000563, m         | +3 229, m           | Grottocenter              | 2008-09     |
| 2    | Gouffre de Sanson    | La Brigue |                | 44° 02′ 19″ N, 7° 40′ 08″ E | +000501, m         | +2 690, m           | Spéléométrie de la France | 2017-11     |
| 3    | Aven Penthotal       | La Brigue | Marguareis     | 44° 10′ 04″ N, 7° 39′ 47″ E | +000500, m         | +1 500, m           | Spéléométrie de la France | 2017-11     |

## Cavités des Alpes-Maritimes (France) dont la dénivellation est comprise entre200 mètreset499 mètres
29 cavités sont recensées dans cette « classe II » au 31-12-2019.
| Réf. | Cavité (autres noms)                | Commune                | Massif ou zone           | Coordonnées (WGS 84)        | Dénivelée (mètres) | Développe. (mètres) | Sources ou références                                | Mise à jour |
| ---- | ----------------------------------- | ---------------------- | ------------------------ | --------------------------- | ------------------ | ------------------- | ---------------------------------------------------- | ----------- |
| 4    | Aven Calernaum                      | Cipières               | Calern                   | 43° 45′ 14″ N, 6° 56′ 13″ E | +000479, m         | +12 424, m          | CDS 06, & Bulletin SIS                               | 2025-01     |
| 5    | Aven des Baoudillouns               | Cipières               | Calern                   | 43° 45′ 28″ N, 6° 55′ 49″ E | +000475, m         | +11 416, m          | CDS 06                                               | 2015-06     |
| 6    | Aven Beaulieu                       | Caille                 | Audibergue               | 43° 45′ 14″ N, 6° 45′ 34″ E | +000452, m         | +2 630, m           | Spéléométrie de la France                            | 2017-11     |
| 7    | Aven des Ténèbres                   | Andon                  | Audibergue               | 43° 45′ 18″ N, 6° 48′ 08″ E | +000446, m         | +4 700, m           | CDS 06                                               | 2015-06     |
| 8    | Aven Joël                           | La Brigue              | Marguareis               | 44° 09′ 42″ N, 7° 40′ 21″ E | +000440, m         | +2 600, m           | Spéléométrie de la France                            | 2017-11     |
| 9    | Trou Souffleur                      | La Brigue              | Marguareis               | 44° 09′ 35″ N, 7° 40′ 21″ E | +000425, m         | +0850, m            | Spéléométrie de la France                            | 2017-11     |
| 10   | Trou des Parisiens                  | La Brigue              | Marguareis               | 44° 10′ 20″ N, 7° 40′ 20″ E | +000413, m         | +1 500, m           | Spéléométrie de la France                            | 2017-11     |
| 11   | Aven Cappuccino                     | Gourdon                | Plateau de Cavillore     | 43° 44′ 21″ N, 6° 57′ 39″ E | +000400, m         | +3 720, m           | Spéléométrie de la France                            | 2017-11     |
| 12   | Gouffre du Khazad-Dum               | La Brigue              | Marguareis               | 44° 10′ 18″ N, 7° 40′ 21″ E | +000393, m         | +0700, m            | Spéléométrie de la France                            | 2017-11     |
| 13   | Gouffre Salamandraum                | Gourdon                | Plateau de la Lauve      | 43° 42′ 44″ N, 6° 56′ 36″ E | +000379, m         | +2 750, m           | Spelunca n°130 & ASBT Mag 48                         | 2017-11     |
| 14   | Aven de l'Abbé                      | Andon                  | Préalpes de Grasse       | 43° 45′ 24″ N, 6° 50′ 26″ E | +000356, m         | +0780, m            | Eric Madelaine                                       | 2017-11     |
| 15   | Aven du Plan de Scovola             | La Brigue              | Marguareis               | 44° 09′ 29″ N, 7° 39′ 50″ E | +000355, m         | +1 400, m           | Spéléométrie de la France                            | 2017-11     |
| 16   | Aven des Trois                      | La Brigue              | Marguareis               | 44° 09′ 42″ N, 7° 39′ 33″ E | +000340, m         | +0600, m            | Spéléométrie de la France                            | 2017-11     |
| 17   | Réseau Claude                       | Gourdon                | Plateau de Cavillore     | 43° 43′ 00″ N, 6° 55′ 32″ E | +000338, m         | +0900, m            | Spéléométrie de la France & Sis Pieds Sous Terre n°5 | 2017-11     |
| 18   | Aven Abel                           | Saint-Vallier-de-Thiey | Plateau de Saint-Vallier | 43° 40′ 48″ N, 6° 48′ 40″ E | +000332, m         | +2 399, m           | CDS 06                                               | 2015-06     |
| 19   | Aven des Primevères - Aven Ollivier | Caille                 | Audibergue               | 43° 45′ 27″ N, 6° 45′ 42″ E | +000317, m         | +1 405, m           | CDS 06                                               | 2015-06     |
| 20   | Aven du Sans Pascal                 | Gourdon                | Plateau de Cavillore     | 43° 43′ 49″ N, 6° 58′ 12″ E | +000316, m         | +1 978, m           | CDS 06                                               | 2015-04     |
| 21   | Trou Chou-Fleur                     | La Brigue              | Marguareis               | 44° 10′ 18″ N, 7° 39′ 56″ E | +000313, m         | +0600, m            | Spéléométrie de la France                            | 2017-11     |
| 22   | Aven de l'Air Chaud                 | Saint-Vallier-de-Thiey | Plateau de Saint-Vallier | 43° 40′ 14″ N, 6° 50′ 49″ E | +000287, m         | +6 758, m           | CDS 06                                               | 2015-06     |
| 23   | Aven du Bois de la Malle            | Le Bar-sur-Loup        | Plateau de la Malle      | 43° 42′ 10″ N, 6° 55′ 03″ E | +000275, m         | +1 500, m           | Spéléométrie de la France                            | 2017-11     |
| 24   | Système Revest - Caranques          | Gourdon                | Gorges du Loup           | 43° 44′ 45″ N, 6° 59′ 14″ E | +000246, m         | +3 998, m           | CDS 06                                               | 2015-06     |
| 25   | Aven de la Méningite                | La Brigue              | Marguareis               | 44° 10′ 14″ N, 7° 40′ 20″ E | +000241, m         | +0400, m            | Spéléométrie de la France                            | 2017-11     |
| 26   | Aven Saint-Joseph                   | Saint-Vallier-de-Thiey | Plateau de Saint-Vallier | 43° 40′ 46″ N, 6° 50′ 46″ E | +000240, m         | +5 124, m           | CDS 06                                               | 2015-06     |
| 27   | Aven de la Glacière                 | Caille                 | Audibergue               | 43° 45′ 21″ N, 6° 45′ 43″ E | +000236, m         | +1 559, m           | Faille Club                                          | 2017-11     |
| 28   | Aven de la Bousculade               | Gourdon                | Plateau de Cavillore     | 43° 44′ 10″ N, 6° 58′ 11″ E | +000218, m         | +0465, m            | Topographies & Grottocenter                          | 2015-07     |
| 29   | Embut de la Pinée                   | Cipières               | Calern                   | 43° 46′ 28″ N, 6° 51′ 26″ E | +000208, m         | +2 012, m           | CDS 06, & SIS Pieds Sous Terre n°6                   | 2023-08     |
| 30   | Système de Navela                   | La Brigue              | Marguareis               | 44° 10′ 21″ N, 7° 40′ 23″ E | +000207, m         | +0360, m            | Spéléométrie de la France & Grottocenter             | 2015-07     |
| 31   | Aven du Col de Cavillore            | Gourdon                | Plateau de Cavillore     | 43° 43′ 48″ N, 6° 58′ 44″ E | +000204, m         | +0355, m            | Spéléométrie de la France & SIS Pieds Sous Terre n°3 | 2005-03     |
| 32   | Grotte de la Mescla                 | Malaussène             |                          | 43° 54′ 47″ N, 7° 10′ 45″ E | +000200, m         | +3 269, m           | Plongeesout                                          | 2017-11     |

## Cavités des Alpes-Maritimes (France) dont la dénivellation est comprise entre150 mètreset199 mètres
9 cavités sont recensées dans cette « classe III » au 31-12-2019.
| Réf. | Cavité (autres noms)    | Commune                  | Massif ou zone           | Coordonnées (WGS 84)        | Dénivelée (mètres) | Développe. (mètres) | Sources ou références                     | Mise à jour |
| ---- | ----------------------- | ------------------------ | ------------------------ | --------------------------- | ------------------ | ------------------- | ----------------------------------------- | ----------- |
| 33   | Aven de l'Épave         | Gourdon                  | Plateau de Cavillore     | 43° 43′ 14″ N, 6° 56′ 21″ E | +000196, m         | +0500, m            | Bulletin CDS 06 n°4                       | 2017-11     |
| 34   | Système Reich - Audides | Saint-Vallier-de-Thiey   | Plateau de Saint-Vallier | 43° 40′ 18″ N, 6° 51′ 26″ E | +000186, m         | +1 968, m           | Spéléométrie de la France & Spelunca n°71 | 2000-12     |
| 35   | Aven Fourchu            | Gourdon                  | Plateau de Caussols      | 43° 44′ 02″ N, 6° 57′ 12″ E | +000172, m         | +5 650, m           | Spéléométrie de la France                 | 2017-11     |
| 36   | Gouffre Ricounaum       | Gourdon                  |                          |                             | +000170, m         | NC                  | ASBT Mag 48                               | 2017-06     |
| 37   | Aven des Chardons Bleus | Caussols                 | Plateau de Caussols      | 43° 43′ 48″ N, 6° 54′ 22″ E | +000160, m         | +0180, m            | Spéléométrie de la France                 | 2017-11     |
| 38   | Aven du Lotissement     | Saint-Vallier-de-Thiey   | Plateau de Saint-Vallier | 43° 41′ 47″ N, 6° 51′ 05″ E | +000160, m         | +1 400, m           | Spéléo club Garagalh,                     | 2017-11     |
| 39   | Embut de Rouaine        | Séranon                  | Séranon                  | 43° 45′ 30″ N, 6° 42′ 46″ E | +000155, m         | +0550, m            | Spéléométrie de la France & Grottocenter  | 2015-07     |
| 40   | Aven du Tintin          | Saint-Vallier-de-Thiey   | Plateau de Saint-Vallier | 43° 42′ 01″ N, 6° 50′ 07″ E | +000150, m         | NC m                | Spéléo club Garagalh                      | 2017-10     |
| 41   | Aven Léo                | Saint-Cézaire-sur-Siagne | Plateau de Saint-Vallier | 43° 40′ 22″ N, 6° 48′ 12″ E | +000150, m         | NC m                | Spéléo club Garagalh                      | 2017-10     |

## Cavités des Alpes-Maritimes (France) dont la dénivellation est comprise entre100 mètreset149 mètres
26 cavités sont recensées dans cette « classe IV » au 31-12-2019.
| Réf. | Cavité (autres noms)             | Commune                  | Massif ou zone           | Coordonnées (WGS 84)        | Dénivelée (mètres) | Développe. (mètres) | Sources ou références                       | Mise à jour |
| ---- | -------------------------------- | ------------------------ | ------------------------ | --------------------------- | ------------------ | ------------------- | ------------------------------------------- | ----------- |
| 42   | Grotte du Noce                   | La Brigue                |                          | 44° 03′ 00″ N, 7° 39′ 53″ E | +000143, m         | +1 300, m           | Spéléométrie de la France                   | 2017-11     |
| 43   | Aven de l'Inter                  | Le Bar-sur-Loup          | Plateau de la Malle      | 43° 41′ 59″ N, 6° 54′ 30″ E | +000143, m         | +0227,              | Spéléométrie de la France                   | 2017-11     |
| 44   | Grotte de Pâques                 | Saint-Cézaire-sur-Siagne | Plateau de Saint-Cézaire | 43° 40′ 12″ N, 6° 45′ 43″ E | +000141, m         | +7 676, m           | CDS 06                                      | 2015-06     |
| 45   | Aven des Baragnes                | Saint-Cézaire-sur-Siagne | Plateau de Saint-Cézaire | 43° 40′ 22″ N, 6° 48′ 38″ E | +000141, m         | +0160, m            | Spéléométrie de la France & Grottocenter    | 2015-07     |
| 46   | Embut du Dégouttaïre             | Gréolières               | Montagne du Cheiron      | 43° 48′ 24″ N, 6° 54′ 29″ E | +000138, m         | +0678, m            | Spéléométrie de la France & Grottocenter    | 2015-07     |
| 47   | Aven des Frégates                | Levens                   |                          | 43° 49′ 57″ N, 7° 15′ 06″ E | +000137, m         | +0280, m            | Spéléométrie de la France & Grottocenter    | 2015-07     |
| 48   | Aven du Chardon                  | La Brigue                | Marguareis               | 44° 09′ 32″ N, 7° 39′ 39″ E | +000135, m         | +0200, m            | Spéléométrie de la France & Grottocenter    | 2015-07     |
| 49   | Aven Marthe                      | Caussols                 | Plateau de Caussols      | 43° 43′ 35″ N, 6° 53′ 50″ E | +000135, m         | +0150, m            | Spéléométrie de la France & Grottocenter    | 2015-07     |
| 50   | Gouffre de la Bergère            | La Brigue                | Marguareis               | 44° 09′ 32″ N, 7° 39′ 53″ E | +000128, m         | +0200, m            | Spéléométrie de la France & Grottocenter    | 2015-07     |
| 51   | Aven du Petit Renard à Mobylette | Saint-Vallier-de-Thiey   | Plateau de Saint-Vallier | 43° 41′ 22″ N, 6° 51′ 30″ E | +000125, m         | +0225, m            | Spéléométrie de la France & CDS 06          | 2015-06     |
| 52   | Aven de la Coccinelle            | Saint-Vallier-de-Thiey   | Plateau de Saint-Vallier | 43° 40′ 45″ N, 6° 51′ 09″ E | +000123, m         | +1 258, m           | Garagalh                                    | 2011-05     |
| 53   | Aven X1                          | Andon                    |                          |                             | +000118, m         | +0406, m            | Spéléométrie de la France                   | 2000-01     |
| 54   | Aven de l’Armuse                 | La Brigue                | Marguareis               | 44° 10′ 23″ N, 7° 40′ 39″ E | +000118, m         | +0120, m            | Spéléométrie de la France                   | 2015-06     |
| 55   | Aven du Téléphérique             | La Brigue                | Marguareis               | 44° 10′ 18″ N, 7° 40′ 20″ E | +000118, m         | NC m                | Marguareis 2001                             | 2015-06     |
| 56   | Aven de l’Enclos                 | Cipières                 |                          | 43° 45′ 37″ N, 6° 56′ 12″ E | +000117, m         | +0227, m            | Spéléométrie de la France & Spelunca n°62   | 2015-06     |
| 57   | Aven du Sale Gosse               | La Brigue                | Marguareis               | 44° 10′ 12″ N, 7° 40′ 35″ E | +000115, m         | +0213, m            | Marguareis 2009                             | 2015-06     |
| 58   | Aven Cipiernaum                  | Cipières                 | Plateau de Calern        | 43° 45′ 29″ N, 6° 56′ 11″ E | +000112, m         | +0183, m            | Spéléométrie de la France                   | 2015-06     |
| 59   | Aven Saint-Loïc                  | La Brigue                | Marguareis               | 44° 10′ 19″ N, 7° 40′ 20″ E | +000112, m         | +0180, m            | Spéléométrie de la France                   | 2015-06     |
| 60   | Aven du Zeph                     | Saint-Vallier-de-Thiey   |                          | 43° 40′ 45″ N, 6° 51′ 56″ E | +000108, m         | +0150, m            | Spéléométrie de la France                   | 2000-12     |
| 61   | Aven du Gaspi                    | La Brigue                | Marguareis               | 44° 09′ 43″ N, 7° 39′ 35″ E | +000107, m         | NC m                | Spéléométrie de la France                   | 2000-12     |
| 62   | Aven des Gleirettes              | Andon                    |                          | 43° 44′ 41″ N, 6° 49′ 30″ E | +000106, m         | +0933, m            | Spéléométrie de la France                   | 2000-12     |
| 63   | Aven-faille de la Bouissière     | Caussols                 | Plateau de Caussols      | 43° 43′ 40″ N, 6° 53′ 06″ E | +000104, m         | +0120, m            | Spéléométrie de la France                   | 2000-12     |
| 64   | Aven de la Chauve-Souris         | Saint-Vallier-de-Thiey   |                          |                             | +000104, m         | +0410, m            | Spéléométrie de la France                   | 2000-12     |
| 65   | Faille Amok                      | Levens                   | Mont Férion              | 43° 51′ 37″ N, 7° 12′ 16″ E | +000101, m         | +0320, m            | Spéléométrie de la France & CDS 06          | 2000-12     |
| 66   | Aven Cerbère                     | Gourdon                  | Plateau de Cavillore     | 43° 43′ 53″ N, 6° 58′ 42″ E | +000101, m         | +0185, m            | SIS Pieds Sous Terre n°3                    | 2000-12     |
| 67   | Aven du Menhir                   | Gourdon                  | Plateau de Caussols      | 43° 43′ 17″ N, 6° 56′ 31″ E | +000100, m         | +0295, m            | Spéléométrie de la France & Bulletin CDS 06 | 2000-12     |